# Saipurú
Saipurú, también escrito Saypurú, es una localidad de Bolivia, ubicada en el Chaco boliviano al sureste del país. Administrativamente se encuentra en el municipio de Charagua de la provincia Cordillera en el departamento de Santa Cruz. La localidad se encuentra a una altitud de 813 m entre las cadenas preandinas, que al oeste de Saipurú suben hasta unos 1000 m s. n. m., y el humedal de los Bañados de Izozog al este.
Antiguamente el territorio donde se encuentra formó parte del imperio incaico debido a la presencia de minerales ricos en sus inmediaciones. Luego, los indígenas ava guaraníes tomaron control de la zona, que luego fue conocida como la Cordillera chiriguana. Durante la época de la colonización española, el territorio formó parte de la Real Audiencia de Charcas, y en Saipurú se estableció una misión franciscana de frailes llegados de Tarija. Luego, en Saipurú se construyó un fuerte por parte de los españoles para resguardar la misión de los ataques esporádicos chiriguanos, que luego sirvió como base militar del ejército patriota durante la Guerra de la Independencia de Bolivia a principios del siglo XIX.

## Toponimia
El nombre Saipurú viene del idioma guaraní, en el que sa significa “prefijo eufónico” e ipurú “borboteo", aludiendo a los borboteos de aguas termales (según relatos del padre Mingo de la Concepción).

## Historia

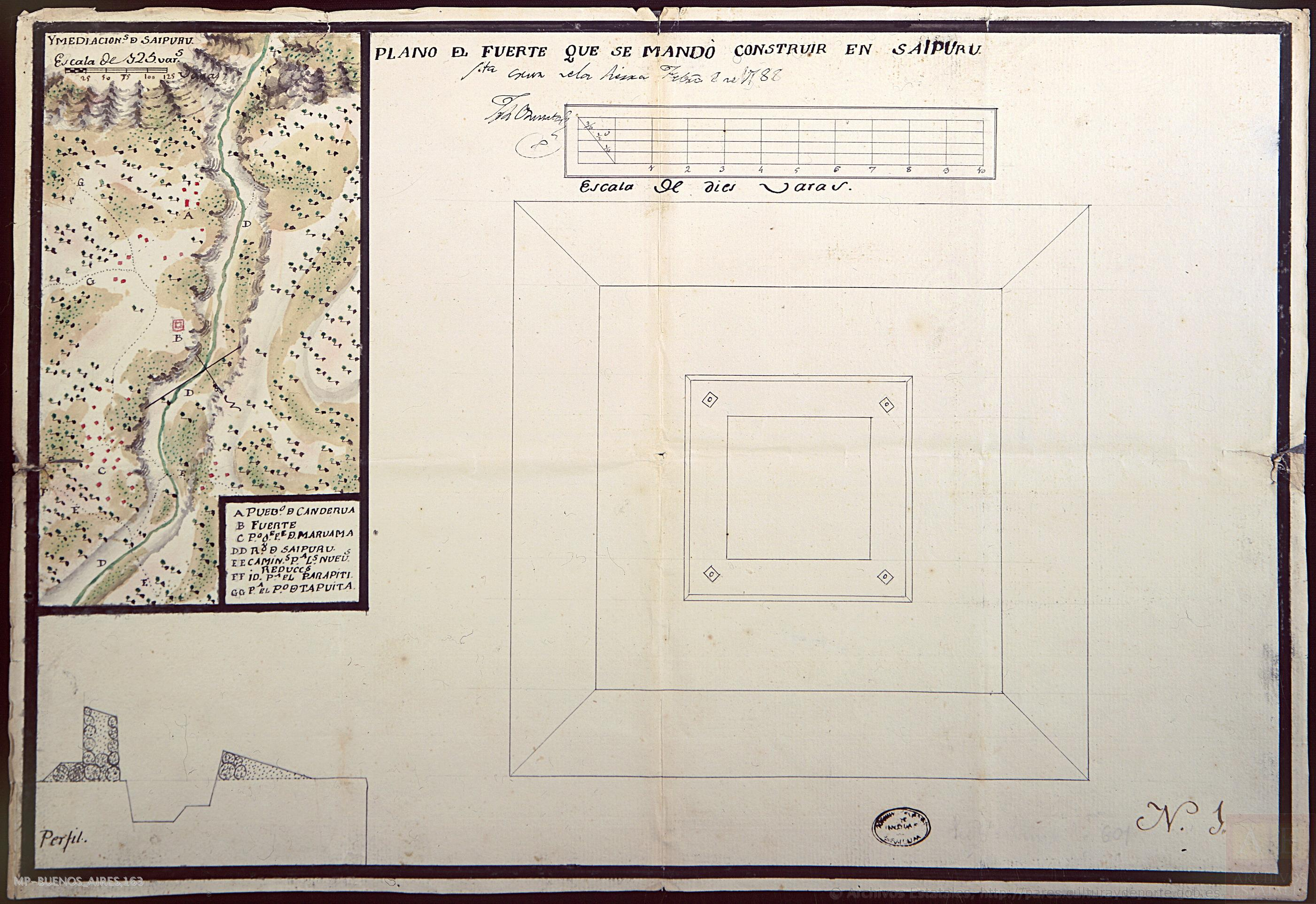
Plano y perfil lineal del fuerte que se mandó construir junto a la reducción de Saipurú, y a la izquierda, el mapa de las inmediaciones de Saipurú (1788).

Durante la época de la colonización en los siglos XVI y XVII, los expedicionarios españoles encontraron en la región de la Chiriguanía, como se conocía el actual Chaco boliviano, campos de maíz, que demuestra el proceso de sedentarización en el que se encontraba el grupo indígena de los chiriguanos.
El padre Diego Felipe de Alcaya, oriundo de Santa Cruz de la Sierra antes de su refundación, escribió una crónica a principios del siglo XVII en la que menciona a los incas en la región de Samaipata, en los valles bolivianos, y en la región de Saypurú (escrito como Caypurum o Caypuru en la obra), en la entonces Cordillera chiriguana. Alcaya escribe sobre todo sobre un "cerro rico" o un "cerro de plata" junto con minas de oro en Saypurú, que habrían sido descubiertos y explotados por dos miembros de la familia imperial inca, Guacane y su hermano Condori. Alrededor del año 1526, estos yacimientos serían luego asaltados por grupos de 5000 indígenas guaraníes, tomando al inca Condori como prisionero.
El gobernador de la Intendencia de Cochabamba, Francisco de Biedma y Narváez, estableció en su obra "Descripción geográfica y estadística de la provincia de Santa Cruz de la Sierra" de 1788, que en 1779, durante la gestión de Tomás de Lezo y Pacheco, el pueblo de Saypurú fue escenario de una batalla entre los españoles y los chiriguanos. El capitán de una de las compañías de milicias españolas, Gerónimo Bejarano, junto con 150 hombres pasó a reconocer una trinchera que habían construido los chiriguanos para impedirles el paso. Los indígenas atacaron posteriormente a la compañía y fueron acorralados en una trinchera, hasta que llegó el comandante de la expedición, Alejandro Salvatierra, que le brindó su apoyo a la compañía e hicieron huir a los chiriguanos. En ese entonces se estimaba que el pueblo de Saypurú contaba con una población de 600 personas.
Es debido a estos acontecimientos que Biedma, en su obra, mencionó su propuesta a la corona española de construir un fuerte en Saypurú, debido a la amenaza de ataques de los chiriguanos. Posteriormente, debido a las sucesivas noticias de los padres acerca de las amenazas de los chiriguanos, Biedma procedió a construir el fuerte, denominándolo San Carlos de Saypurú, con el fin de proteger las reducciones. En total 25 soldados y oficiales guarnecían el fuerte de San Carlos de Saypurú. Éste junto al fuerte de San Miguel de Membiray (actual Choreti) fueron los dos fuertes militares españoles que se establecieron en la Cordillera chiriguana.
La presencia de los soldados en Saypurú y en la frontera chiriguana en general causó disputas entre las milicias y los frailes franciscanos.  Esto provocó reiteradas quejas por parte del comisario prefecto fray Antonio Tamajuncosa del Colegio de Tarija, que envió cartas de reclamo al Virrey Marqués de Avilés acerca del robo de ovejas, maltrato y explotación de impuestos por parte de los soldados. A su vez, el comandante del fuerte de Saipurú, José Lorenzo Chaves, escribió una carta al gobernador Biedma en la cual sugería la remoción de los frailes Narciso Lameda y Julián Calseco.

### Guerra de la independencia
Saipurú fue utilizado como centro de operaciones por el ejército patriota durante la Guerra de la Independencia de Bolivia entre 1809 y 1825. Cuando el general rioplatense Ignacio Warnes llegó a Santa Cruz de la Sierra, el entonces presidente de la Junta de Gobierno, Antonio Suárez, fue enviado de segundo comandante al fuerte de Saipurú. Luego de la victoria patriota en la batalla de El Pari el 21 de noviembre de 1816, el oficial patriota, José Manuel Mercado, desplazó a su caballería y a los sobrevivientes de la infantería hacia Saipurú, consolidando el objetivo geoestratégico de impedir el paso de los realistas hacia Salta y Tucumán en el sur.
El 3 de febrero de 1818 se dio una batalla en el fuerte de Saipurú, donde existieron chiriguanos que fueron partidarios junto con los realistas, combatiendo a órdenes del realista coronel Lorenzo Aguilera. Entre 1816 y 1825, Mercado utilizó a soldados chiriguanos desde su base en Saipurú, desde donde mantuvo una constante guerra de guerrilla contra el gobernador realista Francisco Javier Aguilera. El investigador boliviano Plácido Molina Mostajo afirmó que la guerrilla de Saipurú se convirtió en uno de los núcleos patriotas de mayor y más afortunada resistencia a las tropas realistas.

### Época republicana
Luego de la independencia de Bolivia en 1825, Saipurú formó parte de la provincia Cordillera, dentro del departamento de Santa Cruz, creados mediante decreto del 23 de enero de 1826 emitido durante la presidencia del Mariscal Antonio José de Sucre junto a las otras provincias y departamentos del país. El 28 de septiembre de 1863, durante el gobierno de José María de Achá, se creó mediante decreto supremo el cantón de Saipurú, compuesto de las misiones de Mosaví, Imirí, Tacurú, Saipurú, Tacuaremboti, Berapucuti, Piriti, Obai, y el Izoso. Se dictó que la capital del cantón sería el pueblo de Saipurú y tendría para lo administrativo y judicial su corregidor y alcaldes parroquiales respectivos.

### Actualidad
Hoy en día Saipurú es un pequeño pueblo que se encuentra de paso entre la ciudad de Santa Cruz de la Sierra al norte y la localidad de Charagua, la cabecera municipal. Desde 2001 inició a operar en las afueras de Saipurú una estación de compresión de gas natural de tres unidades, construida por Yacimientos Petrolíferos Fiscales Bolivianos (YPFB).

## Geografía
Saipurú tiene un clima tropical, con una estación húmeda de seis meses de noviembre a abril y una estación seca de mayo a octubre.
La temperatura media anual es de 23 °C, con 17 a 18 °C de junio a julio y más de 26 °C de noviembre a diciembre. La precipitación anual es de unos buenos 800 mm, los meses más lluviosos son enero y febrero con alrededor de 130 mm y los meses más secos julio y agosto con 10 a 20 mm.

## Transporte
Saipurú se encuentra a 235 kilómetros por carretera al sur de Santa Cruz de la Sierra, la capital del departamento.
Desde Santa Cruz, la ruta troncal pavimentada Ruta 9 corre hacia el sur por Cabezas hasta Abapó a orillas del río Grande y por vía Ipitá y Villa Montes hasta Yacuiba en la frontera boliviana con Argentina. Cinco kilómetros al sur de Abapó, la Ruta 36 se bifurca en dirección este, la cual está pavimentada hasta San Isidro del Espino y luego llega a Saipurú por Igmiri después de 88 kilómetros y continúa por Tapyta hasta Charagua.

## Demografía
La población de la localidad se ha reducido en aproximadamente una cuarta parte en las últimas dos décadas:
| Año  | Habitantes | Fuente |
| ---- | ---------- | ------ |
| 1992 | 243        | censo  |
| 2001 | 201        | censo  |
| 2012 | 191        | censo  |

Debido a la distribución poblacional históricamente creciente, la región tiene una proporción importante de población guaraní, donde en el municipio de Charagua conforma el 48,8 % de la población habla el idioma guaraní.